# Berardo Maggi (politico)

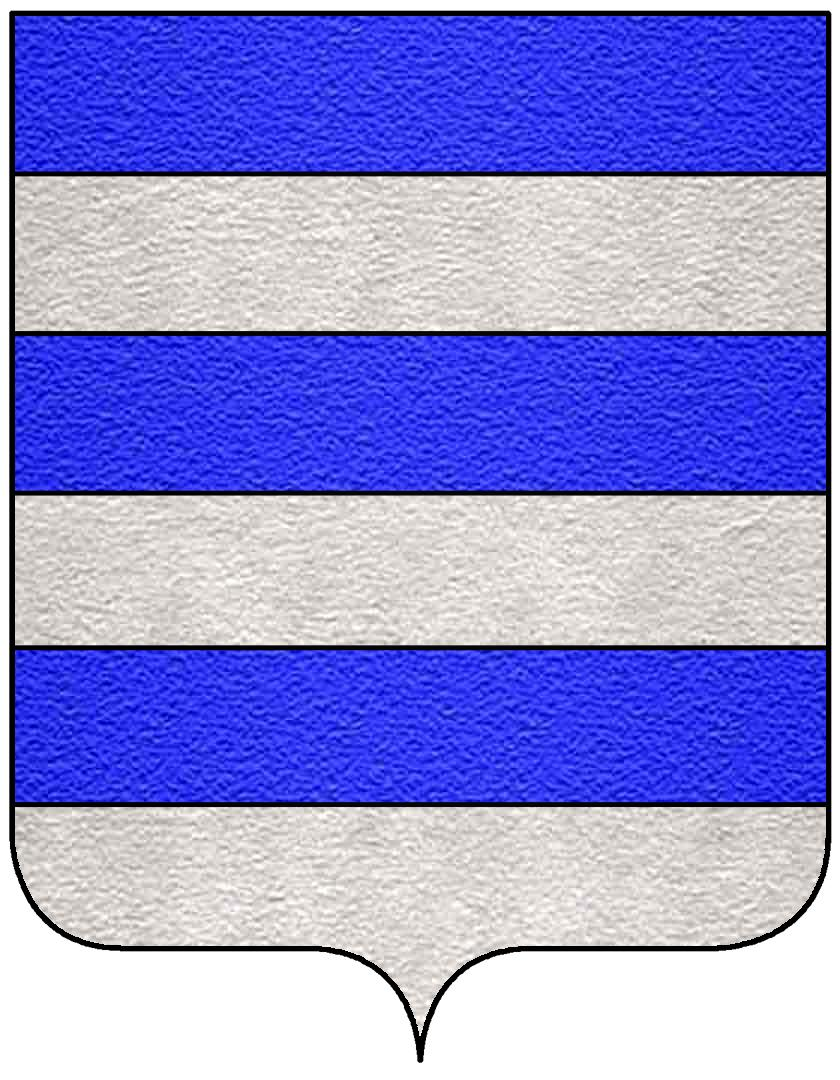
Stemma Maggi

Berardo Maggi (Brescia, 1818 – Brescia, 11 novembre 1882) è stato un politico italiano, deputato alla Camera del Regno di Sardegna nel 1860, per il collegio elettorale di Pandino, e deputato alla Camera del Regno d'Italia per il collegio di Chiari dal 1861 al 1882.

## Biografia
Appartenente a una delle più antiche e nobili famiglie cittadine, i Maggi, nel 1848 partecipò ai moti bresciani. Negli anni cinquanta fu organizzatore di diverse manifestazioni contro il dominio asburgico.
Dopo gli eventi della seconda guerra d'indipendenza fu tra i fondatori del Circolo Nazionale, assieme a Giuseppe Zanardelli e a Francesco Cuzzetti, il quale riuniva i liberali progressisti bresciani vicini alla Sinistra storica e che aveva come organo di stampa la «Gazzetta provinciale di Brescia». In occasione delle elezioni politiche del 1860 (VII legislatura del Regno di Sardegna) venne eletto deputato per il collegio di Crema II; alle politiche dell'anno seguente si candidò per la sinistra nel collegio di Chiari, sconfiggendo al primo turno il deputato uscente Alberto Cavalletto. In seguito si allontanò dal gruppo del Circolo Nazionale e si avvicinò a quello del Circolo Politico, vicino alla Destra storica e che aveva come organo di stampa «La Sentinella Bresciana».
Fu confermato deputato in rappresentanza del collegio clarense alle elezioni del 1865, del 1867 e del 1870; in tutte e tre le occasioni sconfisse il candidato zanardelliano Buffoli al turno di ballottaggio. In occasione delle politiche del 1874 fu eletto sempre nello stesso collegio sconfiggendo il radicale Faustino Simoni.
Le elezioni del 1876 furono le prime della rivoluzione parlamentare che aveva portato la Sinistra al governo con il primo ministero Depretis. Gli zanardelliani si posero l'obiettivo di vincere tutti i seggi della provincia bresciana e a Chiari candidarono Giovanni Mussi che sconfisse Maggi solamente al ballottaggio. Nel maggio 1879 Mussi si dimise dall'incarico di parlamentare per diventare prefetto di Udine, per cui Maggi colse l'occasione delle suppletive per candidarsi al suo collegio storico sconfiggendo il radicale Simoni al primo turno. Alle politiche del 1880 vinse contro lo zanardelliano Antonio Barbieri, mentre a quelle del 1882, indebolito dalla malattia, decise di rinunciare.
Morì a Brescia l'11 novembre 1882, debilitato da una grave malattia che aveva contratto durante l'ultimo soggiorno a Roma.